# قواقلو (مراغة)
قواقلو هي قرية في مقاطعة مراغة، إيران. يقدر عدد سكانها بـ 40 نسمة بحسب إحصاء 2016.